# 本田みく
本田 みく（ほんだ みく、1994年8月24日 - ）は、日本のタレント。2代目HAPPY少女♪の元メンバー。UUUM所属。

## 略歴
20歳のときにNGT48 1期生オーディション最終選考で落選。その後北海道を拠点に活動する「2代目HAPPY少女♪」に加入。以降、札幌を拠点としつつ、月1ペースで東京でもライブを開催する。
2016年、「ミスiD 2017」で青山裕企賞を受賞。この時期よりグラビアアイドルとしても活動を開始。2017年にはソロイメージビデオ「Mix Juice」を発売。2018年7月に集英社・週刊プレイボーイ主催の「ナツ☆イチッ!オーディション2018」にエントリー。ファイナリストに残る。
2018年10月29日の卒業ライブを持って2代目HAPPY少女♪を離れ、所属事務所であるライブプロからも退所。活動停止を宣言する。
2019年4月の札幌・撮影会イベントで本田みくとして仕事復帰。
2020年9月にインフルエンサー事務所であるUUUMへの所属を発表している。

## 人物
ニックネームは「みっちょ」。昭和系歌謡曲が好きであり、インタビューでは光GENJIの『パラダイス銀河』、中森明菜、氷室京介『KISS ME』をよく歌う曲として挙げている

## 作品

### 写真集
- 清く、正しく、美しく。（2018年9月、アニメストリート、撮影：青山裕企）

### DVD
- MixJuice（竹書房、2017年6月23日）

## 出演

### コンサート
- TOKYO IDOL FESTIVAL（2018年 - ）
- さっぽろ雪まつり（2017年、2018年）

### 雑誌
- 週刊プレイボーイ（集英社、2018年7月23日号・30日号）
- ヤングアニマル（白泉社、2018年8月）

## 受賞
- 講談社『ミスiD2017』青山裕企賞受賞[8]